# Kalaklū
Kalaklū (persiska: کلک لو, Leylakābād) är en ort i Iran.   Den ligger i provinsen Västazarbaijan, i den nordvästra delen av landet, 400 km väster om huvudstaden Teheran. Kalaklū ligger 1 997 meter över havet och antalet invånare är 106.
Terrängen runt Kalaklū är kuperad, och sluttar västerut.Runt Kalaklū är det ganska glesbefolkat, med 47 invånare per kvadratkilometer. Närmaste större samhälle är Z̧āher Kandī, 5,4 km sydväst om Kalaklū. Trakten runt Kalaklū består i huvudsak av gräsmarker.